# Suckerpunch
Suckerpunch — студийный альбом американской певицы Хлои Мориондо, выпущенный 7 октября 2022 года на лейбле Fueled by Ramen.

## Выпуск и продвижение
Первым синглом с альбома стала композиция «Hell Hounds», вышедшая 10 июня, Хлоя назвала этот сингл «началом новой эры». Вторым синглом «Fruity», который был выпущен вместе с экранизацией в виде клипа 17 августа. Она также сообщила, что вышедший сингл и альбом «станут пощечиной». Третий и последний сингл «Cdbaby» вышел 20 сентября.

## Тематика и жанр песен
В открывающей композиции альбома «Popstar» поётся об «атрибутах» популярности. В танцевальной песне «Fruity» есть данс-поп ритмы и вокальные партии. «Trophy» начинается с фразы: «Fuck you!», сам трек написан в стиле электропоп 2010-х годов. «Knockout» написан в жанре поп-панк, а в композиции есть гитарные риффы. Жанр пятого трека «Hell Hounds» представляется гиперпоп. Припев в «Hotel for Clowns» является дабстеповым. «Dress Up» повествует о кукле Барби. В «Plastic Purse» замиксованы хип-хоп, альтернативный рок и поп-музыка, в которой Хлоя поёт о «глупых мальчиках, которые используют девочек в своих интересах». «Celebrity» также как и открывающий трек рассказывает о популярности и её преимуществах. «Cdbaby<3» содержит в себе высокие частоты драм-н-бейса. «Hearteyes» повествует о влюбленности, а в «Diet Heartbreak» лирический герой борется с неуверенностью в себе и одиночеством.

## Отзывы
| Совокупная оценка    | Совокупная оценка |
| Источник             | Оценка            |
| -------------------- | ----------------- |
| Metacritic           | 72/100            |
| Оценки критиков      |                   |
| Источник             | Оценка            |
| Clash                | 8/10              |
| NME                  | [ 7 ]             |
| The Line of Best Fit | 7/10              |
| DIY                  | [ 6 ]             |
| Slant Magazine       | [ 4 ]             |

Suckerpunch получил в целом положительные отзывы критиков, на сайте-агрегаторе Metacritic альбом получил 72 балла из 100 баллов на основе 5 рецензий, что указывает на «в целом положительные отзывы». Положительную рецензию написала Али Шутлер из New Musical Express написав, что альбом — это «смелое звуковое приключение, которое процветает за счет излишеств». Джеймс Бутон из Clash также написал положительный отзыв, он считает, что пластинка показывает Хлою, как «самой смелой и самой уверенной форме», а также этот альбом он назвал самым креативным в истории певицы. Имс Тейлор для The Line of Best Fit тоже остался доволен альбомом, написав, что видение Мориондо «блестящее и излучается на протяжении всей записи, но иногда в скачках между настроениями может стать немного туманным». Луиза Диксон из DIY считает, что в альбоме «много хороших идей», но и отмечает «просто можно было бы сделать с меньшим количеством плохих». Недоволен альбомом остался Пол Аттард из Slant Magazine он считает, что «слишком часто кажется, что написание песен для альбома служит странным звуковым компонентам, которые перегружают его 13 кратких треков».

## Список композиций
| №   | Название           | Длительность |
| --- | ------------------ | ------------ |
| 1.  | «Popstar»          | 2:55         |
| 2.  | «Fruity»           | 3:13         |
| 3.  | «Trophy»           | 2:14         |
| 4.  | «Knockout»         | 1:56         |
| 5.  | «Hell Hounds»      | 2:02         |
| 6.  | «Hotel for Clowns» | 2:16         |
| 7.  | «Dress Up»         | 2:50         |
| 8.  | «Plastic Purse»    | 2:23         |
| 9.  | «Celebrity»        | 3:02         |
| 10. | «Cdbaby<3»         | 2:42         |
| 11. | «Hearteyes»        | 3:17         |
| 12. | «Diet Heartbreak»  | 2:22         |
| 13. | «Cry»              | 2:31         |